# 程哥懺悔路
《程哥懺悔路》，是一部描寫林建程師兄的真實人生電視劇，李政穎、蘇晏霈等演員主演。

## 故事大綱
「命運總會在幸福時將你打下巔峰，但又會在墮入谷底時給你一把攀岩斧。」
林建程和黃淑霞經歷家庭悲喜交加，又遇上生意中的大起大落，還生了場大病。但他們發現當命運將人打入谷底時，不應該只是認命地在谷底生活，而是要離開深淵，獲取幸福。

## 播出時間
以下時間以當地時間（台灣時間）為準

### 電視首播
| 頻道                            | 所在地 | 播映日期                     | 播映時間 |
| 大愛電視台 （數位頻道同步播出） | 台灣   | 2019年8月28日－2019年10月8日 | 20:00    |

## 演員陣容

### 主要角色
| 演員   | 角色   | 介紹 |
| 李政穎 | 林建程 | 黃淑霞的丈夫，林回、林綢的兒子，黃新興、王巧雲的女婿，黃素梅的妹夫，張竹玫、雅婷、張馨文的公公，林冠熏的祖父 活潑好動、能言善道、習有國術。在外的孩子王，在家敬重父兄、逗母姐開心，深得寵愛。是人氣王，受到女孩們的歡迎，本來跟妻子淑霞感情不錯，但因爲家中經濟狀況沒有很好，所以時常吵架，但住院後想起之前跟淑霞的點點滴滴，覺得虧欠她很多，所以他就決定要真心彌補跟她妻子的感情可以變好。       |
| 蘇晏霈 | 黃淑霞 | 林建程的妻子，黃新興、王巧雲的女兒，黃素梅的妹妹，林回、林綢的媳婦，林葉、林束靜、林淇昌的弟媳，林冠熏的祖母，張竹玫、雅婷、張馨文的婆婆 天真善良、任勞任怨。學習力強又懂得進退應對，總能勝任愉快。不畏懼只有勇敢面對。竹玫嫁進來後，生了一個小孩，因為竹玫是一個新手媽媽，所以比較不會帶小孩，所以自己就去幫忙帶，卻讓竹玫覺得自己在跟她搶小孩，但也因這樣，反而讓這婆媳關係變得像母女般的親近。 |

### 其他角色
| 演員          | 角色   | 介紹 |
| 龍天翔        | 林回   | 林建程、林淇昌、林束靜、林葉的亡父，林綢的亡夫，阿楠的亡岳父，林柏駿、林睿駿、林錦澤的亡祖父，陳玉琴的外祖父，黃淑霞、春蘭的亡公公，林冠熏的亡曾祖父 樂善好施。早年因彰化的雜貨店讓人賒帳，導致經營不善而收店。改來台北賣木炭，拉三輪車載人送貨，後來才開米店的喔。淑霞嫁進來後，覺得淑霞很貼心，經常在淑霞遇到挫折時，從旁鼓勵與開導，是對關係很好的公媳，最終因胃癌的關係而離世。 |
| 柯素雲        | 林綢   | 林建程、林淇昌、林束靜、林葉的母親，林回的妻子，阿楠的岳母，林柏駿、林睿駿、林錦澤的祖母，陳玉琴的外祖母，黃淑霞、春蘭的婆婆，林冠熏的曾祖母 從小就特別寵愛建程。淑霞剛嫁進來時做家務有些不合乎她的標準，她會以身作則默默做了，聰明的淑霞不負所望，婆媳從相互不了解到來習慣了，反而變成像母女般親近。                                                                               |
| 吳帆          | 黃新興 | 黃淑霞、黃素梅的亡父，王巧雲的亡夫，林柏駿、林睿駿、林錦澤的亡外祖父，林建程的亡岳父，林冠熏的亡外曾祖父 對身邊子女都很照顧，最後是生病而過世。 |
| 馬惠珍        | 王巧雲 | 黃淑霞、黃素梅的母親，林柏駿、林睿駿、林錦澤的外祖母，林建程的岳母，林冠熏的外曾祖母 是為傳統婦女，對於還未當兵的建程與淑霞戀愛，抱著擔心的態度，不想讓淑霞年紀輕輕就嫁進林家受苦。後來看見淑霞在林家，經由婆婆教導而快速成長蛻變，才真正放心。 |
| 劉沛緹        | 陳姿羽 | 美材行客戶，建程夫妻好友，也很關心建程夫妻的生活 |
| 許蓁蓁        | 黃素梅 | 黃淑霞的二姊，黃新興、王巧雲的女兒，林建程的大姨子。 |
| 黃瑄          | 林束靜 | 林回、林綢的女兒，林建程、林淇昌的二姊，林葉的妹妹，阿楠的小姨子，黃淑霞、春蘭的二姑 |
| 邱子芯        | 張竹玫 | 林柏駿的妻子，林建程、黃淑霞的媳婦，林回、林綢的孫媳婦，黃新興、王巧雲的外孫媳婦，林睿駿、林錦澤的二嫂，雅婷、張馨文的妯娌，林冠熏的母親 自從嫁進林家後，婆婆淑霞一直對自己很好，所以讓婆媳之間的相處變得很融洽。 |
| 張家瑋        | 陳美滿 | |
| 蘇炳憲        | 黃科文 | 建程同業好友。 |
| 彭睿翔        | 阿郎   | |
| 林可唯        | 陳艷紅 | 建程朋友，被淑霞誤會為建程外遇對象 |
| 江祖平        | 寶釵   | 建程乾妹妹 |
| 黃玉榮        | 陳啟平 | 慈濟師兄 |
| 吳鈴山        |        | |
| 何豪傑        | 小李   | |
| 胡利          | 林葉   | 林回、林綢的女兒，阿楠的妻子，林建程、林淇昌、林束靜的大姊，黃淑霞、春蘭的大姑，陳玉琴的母親 對家裡的弟弟妹妹都很照顧、關心，也對自己的父母很孝順。 |
| 陳熙鋒        | 阿楠   | 林回、林綢的亡女婿，林葉的亡夫，林建程、林淇昌、林束靜的亡大姊夫，黃淑霞、春蘭的亡大姑丈，陳玉琴的亡父 |
| 江晨希        | 雅婷   | 林睿駿的妻子，林回、林綢的孫媳婦，黃新興、王巧雲的外孫媳婦，林錦澤的三嫂，林柏駿的弟媳，張竹玫、張馨文的妯娌，林建程、黃淑霞的媳婦 |
| 鍾其翰        | 林柏駿 | 張竹玫的丈夫，林建程、黃淑霞的二兒子，林回、林綢的孫子，黃新興、王巧雲的外孫，林冠熏的父親，林睿駿、林錦澤的哥哥，雅婷、張馨文的二伯 跟妻子竹玫的感情不錯，從小就跟父親建程之間的關係很不好，讓母親淑霞在旁邊都很擔心，後來妻子竹玫都會在旁關心著自己，就不會讓母親淑霞這麼擔心了，因此，就不會讓自己的心情繼續惡化下去。                                                           |
| 鄭凱          | 林睿駿 | 雅婷的丈夫，林建程、黃淑霞的三兒子，林回、林綢的孫子，黃新興、王巧雲的外孫，林錦澤的哥哥，林柏駿的弟弟，張竹玫的小叔，張馨文的三伯 跟哥哥柏駿常為了店裡的事情而吵架吵得很兇，讓父親建程常常出來勸架，因此，讓自己和父親建程之間的關係變得不好。 |
| 許博維        | 林錦澤 | 張馨文的丈夫，林建程、黃淑霞的小兒子，林回、林綢的孫子，黃新興、王巧雲的外孫，林柏駿、林睿駿的弟弟，張竹玫、雅婷的小叔 最後和妻子馨文一起移民去加拿大。 |
| 唐豐          | 黃泉勝 | 慈濟師兄，秋鳳師姐的丈夫 |
| 吳姵琳 吳佩凌 | 春蘭   | 林建程的二嫂，林葉的弟媳，林淇昌的妻子，林回、林綢的二媳婦 |
| 許瀞蔆        | 陳玉琴 | 阿葉與阿楠女兒，婚後搬到澳洲居住，對父母親對很關心。 |
| 陳淑芳        | 阿媽   | |
| 陳伶宣        | 阿娟   | 在林同夫妻倆開的米店工作，因爲婆婆身體狀況的事情，所以她才請辭到米店的工作 |
| 張世賢        | 郭國義 | 建程的兄弟，也是在當兵時期的同袍 |
| 賴培恩        | 秀卿   | |
| 方大緯        | 林淇昌 | 林回、林綢的兒子，林葉、林束靜的弟弟，林建程二哥，春蘭的丈夫，黃淑霞的二伯 |
| 鄧安寧        | 病人   | 建程開刀時隔壁床病患，開導建程接受竹玫。(本劇導演客串) |
| 鄧雨晨        | 張馨文 | 林錦澤的妻子，林回、林綢的孫媳婦，黃新興、王巧雲的外孫媳婦，張竹玫、雅婷的妯娌，林柏駿、林睿駿的弟媳，林建程、黃淑霞的媳婦 最後和丈夫錦澤一起移民去加拿大。 |
|               | 林冠熏 | 柏駿、竹玫的兒子，建程、淑霞的孫子，林回、林綢的曾孫，新興、巧雲的外曾孫 |
| 鄭奕          | 友人   | |
| 陳妍安        | 護士   | |
| 蔡東威        | 醫生   | |

## 電視劇歌曲
| 曲別   | 歌名           | 演唱者         | 作詞   | 作曲   | 編曲   |
| 片頭曲 | 夫復何求       | 徐詣帆         | 吳嘉祥 | 吳嘉祥 | 吳嘉祥 |
| 片尾曲 | 做陣去飛       | 荒山亮、林喬安 | 十方   | 荒山亮 | 翁偉瀚 |
| 插曲   | Don't you know | 許博維、陳儀真 | 許博維 | 陳儀真 |        |

## 製作團隊
- 導　演：鄧安寧
- 監　製：王端正、葉樹姍、臧蕙年
- 總策劃：關兆宏
- 製作人：楊曼麗、黃坤煌
- 編審統籌：鍾易儒
- 編　審：陳駿瑩
- 編劇統籌：楊曼麗
- 編　劇：郭湘綺、廖盈如
- 戲劇顧問：龐宜安
- 顧　問：林建程、黃淑霞
- 企劃宣傳：陳光隆、林志儒、魏鳳萱
- 製作協調：黃開誼
- 片頭題字：黃華安

## 外部連結
- 程哥懺悔路 官方網站 （页面存档备份，存于）－大愛劇場
- 大愛劇場的Facebook專頁

| 中華民國 大愛電視 每週一至週五 20:00 - 20:50 | 中華民國 大愛電視 每週一至週五 20:00 - 20:50     | 中華民國 大愛電視 每週一至週五 20:00 - 20:50 |
| -------------------------------------------- | ------------------------------------------------ | -------------------------------------------- |
|                                              | 程哥懺悔路 （2019年8月28日－2019年10月8日）      |                                              |
| 人生二十甲 （2019年7月24日－2018年8月28日）  | 愛的路上我和你 （2019年10月9日－2019年11月19日） |                                              |